# ورسینیتسه
ورسینیتسه (به صربی: Vrsjenice) یک منطقهٔ مسکونی در صربستان است که در سینیتسا واقع شده‌است. ورسینیتسه ۲۰۰ نفر جمعیت دارد.